# Martin Wiese (Bildhauer)

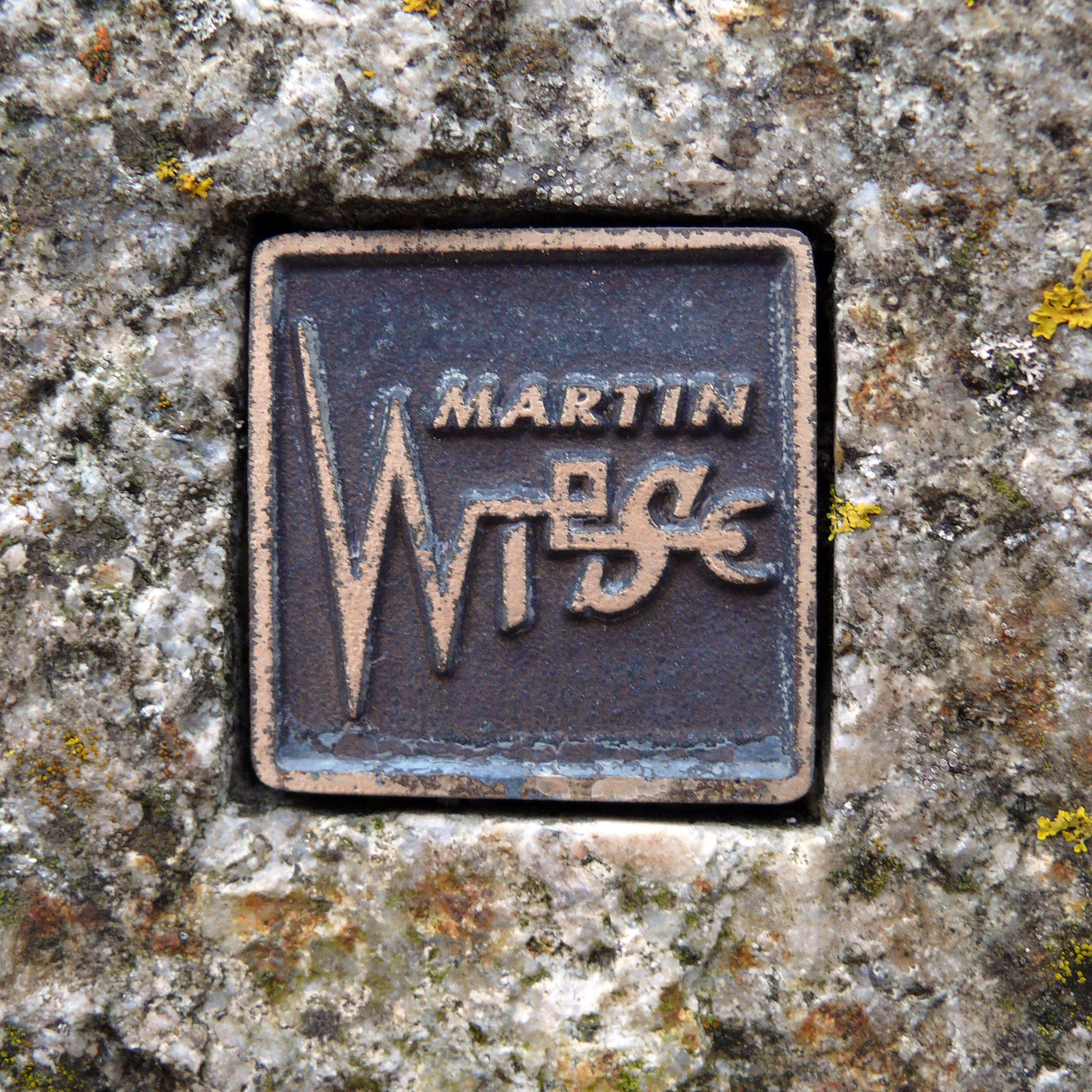
Künstlersignatur an den zwei Skulpturen in Neustadt im Schwarzwald

Martin Wiese (* 1958) ist ein deutscher Bildhauer und Steinmetzmeister.

## Leben
Martin Wiese absolvierte sein Architekturstudium in Essen und schloss eine Lehre zum Steinmetz im Münsterland an. Im Anschluss war er in der Dombauhütte in Xanten tätig. Es folgte die Meisterausbildung zum Steinbildhauer in Freiburg im Breisgau. Seit 1991 arbeitet Wiese freiberuflich in Oberried/St. Wilhelm im Schwarzwald, seit 2001 mit neuer Werkstatt auf dem Maierhof.

## Arbeiten und Projekte
- Rekonstruktionen am Tempel des Traian in Pergamon, Türkei, für das Deutsche Archäologische Institut (DAI).
- Steinbildhauerische Arbeiten am Wiederaufbau des Apollon Tempels in Side, Türkei, für die amerikanische Stiftung „Friends of Side“.
- Leitung der Rekonstruktion des Zeus-Tempels in Priene, Türkei, für das DAI.
- Rekonstruktionsarbeiten am ehemaligen Preußischen Generalkonsulat in Istanbul.
- Bildhauerische Instandsetzung der großen Reliefs am Hauptportal des Reichstags in Berlin sowie Restaurierung mehrerer Mausoleen auf den historischen Friedhöfen von Berlin.
- Instandsetzung der gesamten Fassade eines Gebäudes des Bauhaus-Architekten Bruno Taut in Berlin-Friedenau.
- Leitung des Wiederaufbaus einer monumentalen Bodhisattva-Statue im Südosten Sri Lankas für das Department of Archeology im Auftrag des Rathgen-Forschungslabors in Berlin.
- Schaffung einer Figurengruppe in Sandstein für die Giebelkrone des Palastes von Christian IX ., Schloss Amalienborg in Kopenhagen.

Werke im öffentlichen Raum
Mehrere seiner Bildhauerarbeiten sind auf öffentlichen Plätzen zu sehen:
- Hör- und Sprechobjekt in Neustadt im Schwarzwald (am Bahnhof und vor der Sparkasse)
- Licht-, Wand- und Wasserobjekt in Baiersbronn
- „Steinzeichen“ in Albbruck
- „Kontakt – Die Familie“ in Freiburg
- „Hochachtung und Vertrauen“ in Lenzkirch